# Francesco Loi
Francesco Loi (Cagliari, 2 de fevereiro de 1891 — Modena, 9 de março de 1977) foi um ginasta italiano que competiu em provas de ginástica artística pela nação.
Loi é o detentor de duas medalhas olímpicas, conquistadas em diferentes edições. Na primeira, em 1912, nos Jogos de Estocolmo fo o vencedor da prova coletiva ao lado de seus dezessete companheiros de equipe. Oito anos mais tarde, nas Olimpíadas da Antuérpia, saiu-se novamente vencedor na prova por times.